# Ammatomus mesostenus
Ammatomus mesostenus  (лат.) — вид песочных ос рода Ammatomus из подсемейства Bembicinae (триба Gorytini).
Палеарктика: Северная Африка, Центральная и Средняя Азия, Китай.
Осы мелкого размера (7-9 мм). 1-3-й сегменты лапок задних полностью жёлтые. Промежуточный сегмент в задней части покрыт волосками. Базальная жилка переднего крыла соединяется с субкостальной жилкой рядом с птеростигмой. Лицо узкое. На боках среднегруди эпикнемиальные кили отсутствуют. Гнездятся в земле. Ловят мелких цикадок. Вид был впервые описан в 1888 году австрийским энтомологом Антоном Хандлиршем.